# Klassekampen
Klassekampen (deutsch der Klassenkampf) ist eine linke norwegische Tageszeitung mit Redaktionssitz in Oslo. Sie wurde im Februar 1969 gegründet und war lange das Parteiorgan der marxistisch-leninistischen Partei AKP. Die Zeitung konzipiert sich in neuerer Zeit als die Tageszeitung der norwegischen Linken.

## Geschichte
Die Zeitung wurde 1969 während eines internen Streits in der damaligen Sozialistischen Volkspartei gegründet, nachdem ihre Jugendorganisation aus der Partei ausgeschieden war. Sie war bis Januar 1973 das monatlich erscheinende Sprechorgan einer Gruppe marxistisch-leninistischer Jugend. Danach wurde sie von der neuerlich gegründeten kommunistischen Partei AKP(m-l) übernommen und kam von da an in einer wöchentlichen Ausgabe heraus. Später wurde sie zu einer Tageszeitung. Die formellen Beziehungen zur AKP wurden 1991 gebrochen und das heutige Leitmotiv verfasst. Nachdem die Zeitung während der 1990er Jahre in eine finanzielle Krise geriet, reduzierte die AKP ihren Anteil auf 20 Prozent. 2007 wurde Klassekampen von einem Bündnis bestehend aus den Verlagen Pax und Oktober, der Partei Rødt, der Stiftung Klassekampens Venner (norwegisch: Freunde des Klassekampen) und der Gewerkschaft Fagforbundet übernommen.
Die Zeitung konzipiert sich in neuerer Zeit als die Tageszeitung der norwegischen Linken. Ihr offizielles Leitmotiv lautet: „Die Zeitung Klassekampen soll einen ernstzunehmenden kritischen Journalismus mit vielseitigen politischen und wirtschaftlichen Enthüllungen über Ausbeutung, Unterdrückung und Umweltzerstörung betreiben - sowie von einer sozialistischen Grundperspektive aus zu ideologischer Kritik, Organisierung und politischem Kampf gegen solche Verhältnisse beitragen und anregen.“ Seit 2002 ist Bjørgulv Braanen Chefredakteur. Sein Vorgänger war der Krimiautor Jon Michelet. Laut ihren eigenen Angaben erreicht die Zeitung täglich eine Leserschaft von 50.000 bis 90.000 Menschen. Entgegen der allgemeinen Tendenz in der Zeitungsbranche ist die Auflage in den vergangenen Jahren gestiegen. Sie betrug 2019 knapp 30.000 Exemplare pro Tag. Neben den politischen Themen bietet sie Debatten und Kommentare über viele soziale und kulturelle Vorgänge.
Die Zeitung konzipiert sich heute als die Tageszeitung der norwegischen Linken. Ihr offizielles Leitmotiv lautet: „Die Zeitung Klassekampen soll einen ernstzunehmenden kritischen Journalismus mit vielseitigen politischen und wirtschaftlichen Enthüllungen über Ausbeutung, Unterdrückung und Umweltzerstörung betreiben - sowie von einer sozialistischen Grundperspektive aus zu ideologischer Kritik, Organisierung und politischem Kampf gegen solche Verhältnisse beitragen und anregen.“ Seit 2002 ist Bjørgulv Braanen Chefredakteur. Sein Vorgänger war der Krimiautor Jon Michelet. Laut ihren eigenen Angaben erreicht die Zeitung täglich eine Leserschaft von 50.000 bis 90.000 Menschen. Entgegen der allgemeinen Tendenz in der Zeitungsbranche ist die Auflage in den vergangenen Jahren gestiegen. Sie betrug 2019 knapp 30.000 Exemplare pro Tag. Neben den politischen Themen bietet sie Debatten und Kommentare über viele soziale und kulturelle Vorgänge.
Klassekampen wurde 2022 wegen ihrer Berichterstattung über Transgender-Personen scharf kritisiert. Die Geschlechterforscherin Janne Bromseth schrieb, dass „Klassekampen Kolumnisten veröffentlicht hat, die seit langem transphobe Ansichten zum Ausdruck bringen.“ Der Journalismusforscher Jon Martin Larsen schrieb, Klassekampen habe Transgender-Personen mit Füßen getreten und zu Hass gegen sie aufgerufen. Die Zeitung wies den Vorwurf zurück, sie sei transphob.

## Chefredakteure
- Anders M. Andersen 1969

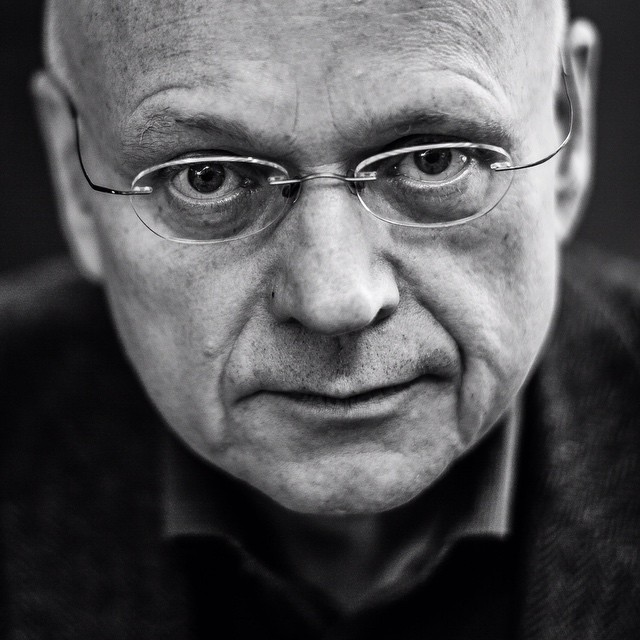
Bjørgulv Braanen, Chefredakteur seit 2002

- Anders M. Andersen und Finn Aasheim 1969
- Finn Aasheim 1969
- Sigurd Allern und Finn Aasheim 1969–1970
- Sigurd Allern 1970–1972
- Finn Sjue 1973–1977
- Egil Fossum 1977–1978
- Egil Fossum und Sigurd Allern 1978–1979
- Sigurd Allern 1979–1995
- Paul Bjerke 1995–1997
- Jon Michelet 1997–2002
- Bjørgulv Braanen 2002–2018
- Mari Skurdal 2018[10]

## Auflage
| - 1980: 7 219 - 1981: 7 633 - 1982: 7 685 - 1983: 7 920 - 1984: 8 008 - 1985: 7 780 - 1986: 8 020 - 1987: 8 110 - 1988: 8 185 - 1989: 8 449 - 1990: 8 206 - 1991: 9 232 - 1992: 10 042 - 1993: 9 692 - 1994: 9 822 - 1995: 9 103 - 1996: 7 796 - 1997: 8 087 - 1998: 6 506 | - 1999: 6 477 - 2000: 6 557 - 2001: 6 648 - 2002: 6 929 - 2003: 7 178 - 2004: 7 512 - 2005: 8 759 - 2006: 10 109 - 2007: 11 386 - 2008: 12 109 - 2009: 13 265 - 2010: 14 390 - 2011: 15 390 - 2012: 16 353 - 2013: 17 648 - 2014: 19 253 - 2015: 21 648 - 2016: 23 414 | \| \| \| Auflage 1980–2016 \| |
| | |                               |
| Auflage 1980–2016 | |                               |